# Leaving Meaning
Leaving Meaning è il quindicesimo album in studio del gruppo musicale statunitense Swans, pubblicato nel 2019.

## Tracce

### Versione CD/Digitale
CD 1
1. Hums – 2:00
2. Annaline – 5:17
3. The Hanging Man – 10:48
4. Amnesia – 5:49
5. Leaving Meaning – 11:21
6. Sunfucker – 10:43

CD 2
1. Cathedrals of Heaven – 7:49
2. The Nub – 12:01
3. It's Coming It's Real – 7:42
4. Some New Things (exclusive track) – 7:09
5. What Is This? – 6:05
6. My Phantom Limb – 6:26

### Vinile
Side A
1. Annaline – 5:17
2. The Hanging Man (shortened mix) – 9:55
3. Amnesia – 5:49

Side B
1. Leaving Meaning (shortened mix) – 10:37
2. Sunfucker (shortened mix) – 10:22

Side C
1. Hums (shortened mix) – 1:46
2. Cathedrals of Heaven – 7:49
3. The Nub (shortened mix) – 10:59

Side D
1. It's Coming It's Real (shortened mix) – 7:29
2. What Is This? – 6:05
3. My Phantom Limb – 6:26